# Serafim Cholodkov
Serafim Michajlovič Cholodkov (in russo Серафим Михайлович Холодков?; Starožilovo, 15 gennaio 1920 – Mosca, 16 giugno 1998) è stato un allenatore di calcio e calciatore sovietico, di ruolo difensore.